# Guidan Sori
Guidan Sori est une localité et une commune rurale du Niger, département de Guidan-Roumdji, région de Dosso.

## Géographie
La localité de Guidan Sori est située à 27 km au sud-est du chef-lieu départemental Guidan-Roumdji.
|         | Guidan-Roumdji | Chadakori |
| Nigeria | Guidan Sori    | Tibiri    |
|         | Tibiri         |           |

## Histoire
La commune rurale de Guidan Sori instaurée en 2002, est issue du canton de Guidan Sori.

## Population
Lors du recensement général de 2012, la population communale est relevée à 93 771 habitants. La localité compte 1 922 habitants en 2012.

## Localités
La commune s'étend sur 85 villages, 85 hameaux 7 camps au centre du département de Guidan-Roumdji.

## Services et infrastructures
- Centre de Santé Intégré (CSI) à Guidan Sori, Nwala Dan Tsofoua[5].
- Collège d'enseignement général (CEG) à Guidan Sori.
- Centre de formation des métiers (CFM) à Guidan Sori.